# Vindiciae contra tyrannos

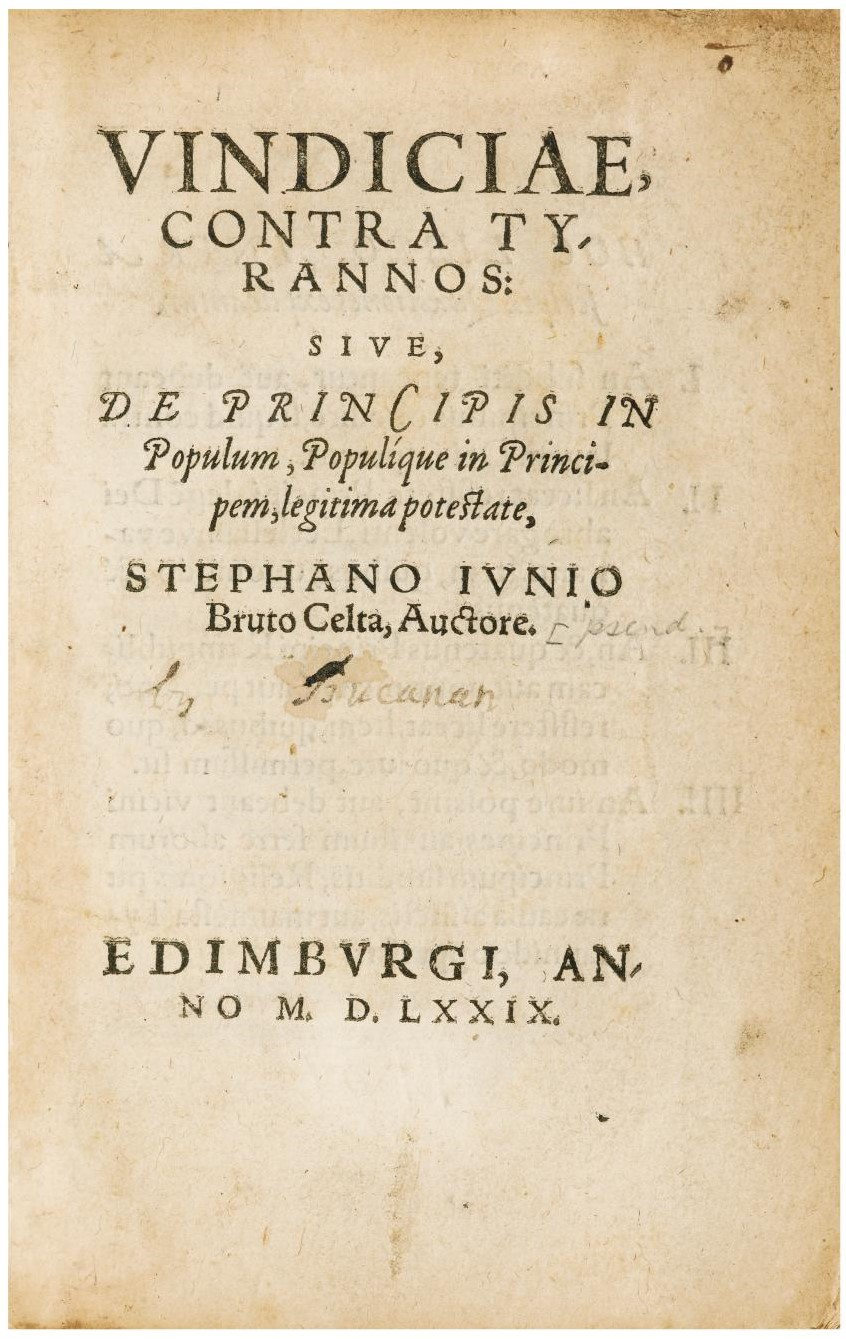
Vindiciae contra tyrannos (Titelseite der Ausgabe von 1579, angeblich in Edinburgh erschienen)

Vindiciae contra tyrannos (lateinisch; etwa: Wider die Tyrannen), mit vollständigem Titel: Vindiciae contra tyrannos sive de principis in populum populique in principem legitima potestate („Strafgericht gegen die Tyrannen oder Die legitime Macht des Fürsten über das Volk und des Volkes über den Fürsten“) ist ein um 1575 geschriebenes und 1579 in Basel (mit der Angabe „Edinburgh“) in lateinischer Sprache geschriebenes und unter dem Pseudonym Stephanus Iunius Brutus Celta (Stephano Junio Bruto Celta) erschienenes Traktat, in dem es um das Recht der Verteidigung der Freiheit gegen tyrannische Herrschaft geht. Für das Widerstandsrecht trat es entschiedener als andere Schriften der calvinistischen Gruppe der Monarchomachen ein.

## Hintergrund
Walter Theimer hält es für „das bedeutendste Werk der Hugenottenliteratur“, behauptet aber, dass darin in Wirklichkeit „nur die alten feudalen Freiheiten“ verteidigt würden. Es gilt als ein wichtiger Schritt der protestantischen Vision vom zivilen Ungehorsams. Es wird französischen Hugenotten – dem Schriftsteller und Politiker Philippe de Mornay (1549–1623) und dem Diplomaten und Schriftsteller Hubert Languet (1518–1581) (Diplomat im Dienste des  Kurfürsten von Sachsen) – zugeschrieben, womöglich von beiden zusammen verfasst. Auch Theodore de Bèze (1519–1605), dem Nachfolger Calvins in Genf, wurde es zugeschrieben.
Das Traktat Vindiciae contra tyrannos ist das letzte aus einer Reihe von nach den Geschehnissen der Bartholomäusnacht (frz. Massacre de la Saint-Barthélemy) 1572 veröffentlichten Pamphleten, zu denen die Franco-Gallia von François Hotman (1524–1590), der anonyme Discours politiques de diverses puissances, der Réveille-Matin des François et de leurs voisins, das Traktat Du droit des magistrats sur leurs sujets von Théodore de Bèze und die Résolution claire et facile von Odet de La Noue zählen.
Das Buch untersucht kurzgefasst in seinen vier Teilen die folgenden Fragen:
- Müssen die Untertanen Gott im Streitfall eher gehorchen als einem Herrscher?
- Darf man einem Herrscher Widerstand leisten, und auf welche Art?
- Darf man sich einem Herrscher widersetzen, der das Recht verletzt?
- Haben in solchen Fällen benachbarte Herrscher das Recht, einem Herrscher beizustehen?

Im Original:
- I. An subditi teneantur, aut debeant principibus obedire, si quid contra legem Dei imperent.
- II. An liceat resistere principi, legem Dei abrogare volenti, Ecclesiamve vastanti, item, quibus, quomodo, & quaetenus.
- III. An, & quatenus principi Rempublicam aut opprimenti, aut perdenti, resistere liceat. Item, quibus id quomodo, & quo jure, permissum sic.
- IIII. An jure possint, aut debeant vicini principes auxilium ferre aliorum principum subditis, religionis purae causa afflictis, aut manifesta tyrannide oppressis.

Die Wirkung des Traktats kann aus den Zeiten und Orten ermessen werden, an denen es übersetzt oder nachgedruckt wurde (London, 1648 und 1689, Paris, 1789, Leipzig, 1846).
Das gewählte Pseudonym „Stephanus Junius Brutus“ erinnert an einige Personen der Antike:
Stephanus, einen der ersten Sieben Diakone und der erste Märtyrer des Christentums;
Lucius Junius Brutus, den legendären Gründer der römischen Republik;
Marcus junius Brutus, Adoptivsohn und Mörder von Julius Caesar.
Die Schrift stand auf dem Index librorum prohibitorum.

## Ausgaben und Übersetzungen
- Basel 1579 („Edinburgh“) Digitalisat

- De la puissance legitime du prince sur le peuple et du peuple sur le prince / Estienne Junius Brutus. 1581 Digitalisat

- Vindiciae contra tyrannos : a defence of liberty against tyrants, or, Of the lawful power of the prince over the people, and of the people over the prince. London 1689 Digitalisat

- George Garnett (Hrsg. und Übers.): Vindiciae contra tyrannos : or, Concerning the legitimate power of a prince over the people, and of the people over a prince / Stephanus Junius Brutus, the Celt. Ed. and transl. by George Garnett. Cambridge [u. a.] : Cambridge Univ. Press, 1994 (Online-Teilansicht)